# Nvidia RTX

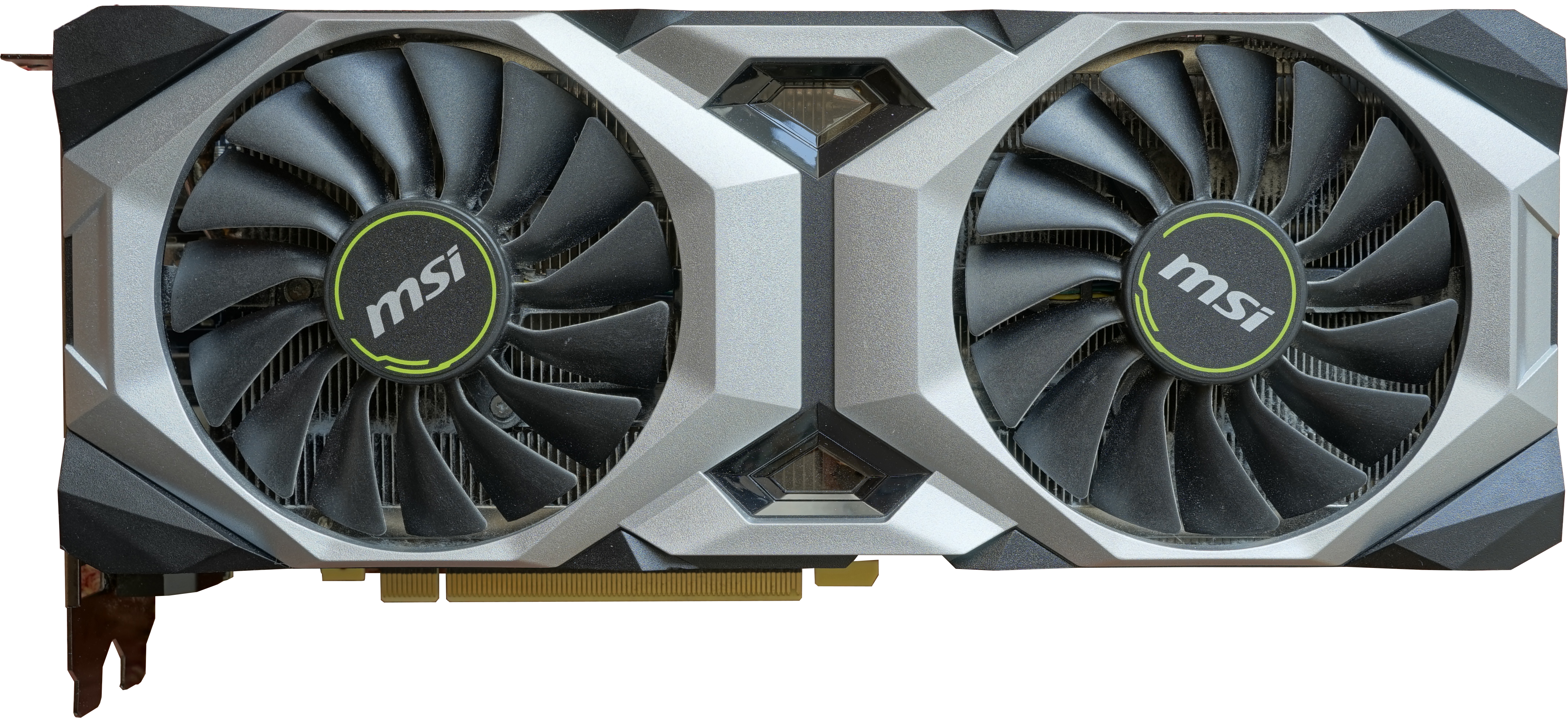
Una variante del mercado de accesorios del RTX 2080 fabricado por MSI

Nvidia GeForce RTX (Ray Tracing Texel eXtreme) es una plataforma de computación visual profesional creada por Nvidia, que se utiliza principalmente para diseñar modelos complejos a gran escala en arquitectura y diseño de productos, visualización científica, exploración de energía, juegos y producción de películas y videos. Nvidia RTX permite el trazado de rayos en tiempo real. Históricamente, el trazado de rayos se había reservado para aplicaciones que no eran en tiempo real (como CGI en efectos visuales para películas y renderizados fotorrealistas), y los videojuegos tenían que depender de la iluminación directa y la contribución indirecta precalculada para su renderizado. RTX facilita un nuevo desarrollo en gráficos por computadora al generar imágenes interactivas que reaccionan a la iluminación, las sombras y los reflejos. RTX se ejecuta en GPU basadas en Nvidia Volta, Turing, Ampere y Ada Lovelace, utilizando específicamente los núcleos Tensor (y nuevos núcleos RT en Turing y sucesores) en las arquitecturas para la aceleración de trazado de rayos.
En marzo de 2019, Nvidia anunció que las tarjetas seleccionadas de la serie GTX 10 (Pascal) y GTX 16 (Turing) recibirían soporte para subconjuntos de tecnología RTX en los próximos controladores, aunque las funciones y el rendimiento se verán afectados por la falta de núcleos de hardware dedicados para RTX.
En octubre de 2020, Nvidia anunció Nvidia RTX A6000 como la primera tarjeta gráfica basada en arquitectura Ampere para usar en estaciones de trabajo profesionales en la línea de productos Nvidia RTX.
Nvidia trabajó con Microsoft para integrar la compatibilidad con RTX con la API DirectX Raytracing (DXR) de Microsoft. RTX está actualmente disponible a través de Nvidia OptiX y para DirectX. Para las arquitecturas Turing y Ampere, también está disponible para Vulkan.

## Componentes
Además del trazado de rayos, RTX incluye integración de inteligencia artificial, formatos de activos comunes, compatibilidad con rasterización (CUDA) y API de simulación. Los componentes de RTX son:
- Funciones aceleradas por IA (NGX)
- Formatos de activos (USD y MDL)
- Rasterización que incluye sombreadores avanzados
- Trazado de rayos a través de OptiX, Microsoft DXR y Vulkan
- Herramientas de simulación:
  - CUDA 10
  - Flex
  - PhysX

## Trazado de rayos
En gráficos por computadora, el trazado de rayos genera una imagen al rastrear los rayos emitidos a través de píxeles de un plano de imagen y simular los efectos de sus encuentros con objetos virtuales. Esto permite efectos avanzados que reflejan mejor las propiedades ópticas del mundo real, como sombras y reflejos más suaves y realistas; en comparación con las técnicas de rasterización tradicionales que priorizan el rendimiento sobre la precisión.
NVIDIA RTX logra esto a través de una combinación de aceleración de hardware y software. A nivel de hardware, las tarjetas RTX cuentan con "núcleos RT" de función fija que están diseñados para acelerar las operaciones matemáticas necesarias para simular rayos, como el recorrido de la jerarquía de volumen límite. La implementación del software está abierta a desarrolladores de aplicaciones individuales. Dado que el trazado de rayos sigue siendo computacionalmente intensivo, muchos desarrolladores eligen adoptar un enfoque de renderizado híbrido en el que ciertos efectos gráficos, como sombras y reflejos, se realizan mediante el trazado de rayos; mientras que la escena restante se renderiza utilizando la rasterización de mayor rendimiento.

## Desarrollo

### API que usan RTX

#### Nvidia OptiX
Nvidia OptiX es parte de Nvidia DesignWorks. OptiX es una API de alto nivel o "para el algoritmo", lo que significa que está diseñada para encapsular todo el algoritmo del que forma parte el trazado de rayos, no solo el trazado de rayos en sí. Esto está destinado a permitir que el motor OptiX ejecute el algoritmo más grande sin cambios en el lado de la aplicación.
Además de la representación de gráficos por computadora, OptiX también ayuda en el diseño óptico y acústico, la investigación electromagnética y de radiación, las consultas de inteligencia artificial y el análisis de colisiones.

## Lista de tarjetas Nvidia RTX, incluidas las tarjetas de las series 20, 30, 40 y 50
Nvidia ha lanzado muchas tarjetas compatibles con RTX, incluidas las series 20 y 30.
- Serie 20
  - GeForce RTX 2060
  - GeForce RTX 2060 Súper
  - GeForce RTX 2070
  - GeForce RTX 2070 Súper
  - GeForce RTX 2080
  - GeForce RTX 2080 Súper
  - GeForce RTX 2080 Ti
- Serie 30
  - GeForce RTX 3050
  - GeForce RTX 3050 Ti
  - GeForce RTX 3060
  - GeForce RTX 3060 Ti
  - GeForce RTX 3060 Ti GA103
  - GeForce RTX 3070
  - GeForce RTX 3070 Ti
  - GeForce RTX 3080
  - GeForce RTX 3080 Ti
  - GeForce RTX 3090
  - GeForce RTX 3090 Ti
- Serie 40
  - GeForce RTX 4060
  - GeForce RTX 4060 Ti
  - GeForce RTX 4070 (AD104)
  - GeForce RTX 4070 Ti (AD104)
  - GeForce RTX 4080 (AD103)
  - GeForce RTX 4090 (AD102)
- Serie 50
  - GeForce RTX 5070
  - GeForce RTX 5070 Ti
  - GeForce RTX 5080
  - GeForce RTX 5090
- Tarjetas Titan
  - Nvidia Titan RTX
- Tarjetas Quadro
  - Nvidia Quadro RTX A2000
  - Nvidia Quadro RTX A4000
  - Nvidia Quadro RTX A4500
  - Nvidia Quadro RTX A5000
  - Nvidia Quadro RTX A5500
  - Nvidia Quadro RTX A6000
  - NVIDIA RTX 6000 Ada Generation